# حمله ۲۰۲۵ وانت نیواورلئان
در اول ژانویه ۲۰۲۵، فردی در یک اقدام تروریستی به شکل حمله با خودرو به میان جمعیت رفت. این راننده حدود ساعت ۳:۱۵ به وقت مرکزی، حدفاصل خیابان‌های بوربن و خیابان کانال در نیواورلئان، لوئیزیانا، ایالات متحده با خودرو وانت به میان جمعیتی که برای سال نو میلادی به خیابان‌ها آمده بودند حمله کرد. راننده پس از حمله از وانت خارج شد و شروع به تیراندازی کرد. وی توسط مأموران پلیس به ضرب گلوله کشته شد. این حادثه در جریان جشن سال نو در این شهر رخ داد. ۱۵ نفر از جمله عامل جنایت کشته شدند و حداقل ۳۶ نفر دیگر زخمی شدند، از جمله دو افسر پلیس که پس از درگیری با مهاجم هدف گلوله قرار گرفتند.

## عواقب
یک مرکز درمان فوری در مرکز پزشکی دانشگاه نیواورلئان ایجاد شد که پلیس گزارش داد ۲۶ نفر از مجروحان به آنجا برده شدند.همچنین بسیاری از هتل‌های این منطقه تخلیه شدند.

## تحقیقات
به گفته پلیس شهر نیواورلئان، اف‌بی‌آی تحقیقات در مورد این حمله را بر عهده گرفت. مأموران مجری قانون فدرال پس از حمله بمب کنارجاده‌ای را در داخل یک یخدان در خودرو پیدا کردند، اگرچه مشخص نیست که آیا این دستگاه‌ها واقعاً قابلیت انفجار دارند یا خیر. اداره مشروبات الکلی، دخانیات، سلاح‌های گرم و مواد منفجره، وزارت امنیت داخلی ایالات متحده آمریکا، و دادستان‌های بخش امنیت ملی و دفتر دادستانی فدرال محلی در این تحقیقات کمک خواهند کرد. تحقیقات شامل ارتباط مهاجم یا الهام گرفتن مظنون از یک سازمان تروریستی خارجی است.

## واکنش‌ها
رئیس‌جمهور جو بایدن بیانیه ای منتشر کرد و گفت که "دلش برای قربانیان و خانواده آن‌ها آنها می‌سوزد که به سادگی تنها سعی در جشن گرفتن تعطیلات سال نو داشتند" و "هیچ نوع خشونت توجیهی ندارد، جوامع ملت ما و ما هیچ حمله ای را به هیچ یک از آنها تحمل نخواهیم کرد.
جف لاندری فرماندار ایالت لوئیزیانا به قربانیان این حمله تسلیت گفت و از مردم خواست از منطقه حادثه دوری کنند. جیسون ویلیامز، دادستان ناحیه نیواورلئان، گفت که حمله با وسیله نقلیه در میان جمعیت چیزی نیست که هر سازمان مجری قانون بتواند برای آن آماده باشد.
پلیس به همراه شهردار نیواورلئان، لاتویا کانترل، این حادثه را یک «حمله تروریستی» توصیف کردند. اف‌بی‌آی بعداً اعلام کرد که این حمله را به عنوان یک «اقدام تروریستی» بررسی خواهد کرد. کاخ سفید نیز بیانیه‌ای صادر کرد و گفت که جو بایدن، رئیس‌جمهور جو بایدن در جریان این حمله قرار گرفته است و او با شهردار کانترل برای ارائه حمایت از طرف دولت تماس گرفته است.
بیل کسیدی، سناتور آمریکایی لوئیزیانا، در پستی در توییتر این حمله را «بسیار غم‌انگیز» خواند. مایک جانسون، رئیس مجلس نمایندگان آمریکا، این اقدام مهاجم را «یک اقدام شیطانی محض» نام برد کلماتی که دونالد ترامپ رئیس‌جمهور منتخب آمریکا نیز نیز به کار برده بود.
همسر صاحب کامیون گفت که این خانواده ویران شده‌اند (کامیون از طریق برنامه اجاره خودرو توسط مهاجم اجاره شده بوده است).

### بین‌المللی
وزارت امور خارجه اسرائیل اعلام کرد دو شهروند این کشور در جریان این حادثه تروریستی مجروح شدند.
وزرات امور خارجه مکزیک نیز اعلام کرد دو شهروند اهل مکزیک در این حادثه مجروح شده‌اند.

## جدول زمانی حمله
۳۰ دسامبر
- جبار یک وانت فورد اف۱۵۰ را در هیوستون اجاره کرد.[۱۸]

۳۱ دسامبر
- در غروب، جبار کامیون را از هیوستون به نیواورلئان برد.[۱۸]

۱ ژانویه
- ۱:۲۹ تا ۳:۰۲ بامداد: جبار پنج ویدیو در فیس بوک پست کرد و وصیت نامه خود را منتشر کرد.[۱۸]
- ۳:۱۵ بامداد: جبار از خیابان کانال عبور کرد و ده‌ها عابر پیاده را زیر گرفت و سپس به یک پیاده‌رو در خیابان بوربن پیچید. جبار پس از خروج از خودرو به سمت مأموران شلیک کرد و دو نفر را مجروح کرد. پلیس به سمت او تیراندازی کرد و او را کشت.[۱۸]